# Joe's Menage
Albums de Frank Zappa
One Shot Deal
(2008) Lumpy Money
(2009)
Joe’s Menage est un album posthume de Frank Zappa sorti le 1er octobre 2008. Il s'agit de la partie centrale (le deuxième tiers) du concert donné le 1er novembre 1975 au College of William and Mary, à Williamsburg, Virginie.

## Liste des titres
1. Honey, Don't You Want a Man Like Me? — 3 min 57 s
2. The Illinois Enema Bandit — 8 min 42 s
3. Carolina Hard-Core Ecstasy — 6 min 02 s
4. Lonely Little Girl — 2 min 46 s
5. Take Your Clothes Off When You Dance — 2 min 10 s
6. What's The Ugliest Part of Your Body? — 1 min 16 s
7. Chunga's Revenge — 14 min 18 s
8. Zoot Allures — 6 min 41 s

## Musiciens
- Frank Zappa — guitare, voix
- Norma Jean Bell — saxophone alto, voix
- Napoleon Murphy Brock — saxophone ténor, voix
- Andre Lewis — clavier, voix
- Roy Estrada — basse, voix
- Terry Bozzio — batterie

## Production
- Production : Frank Zappa
- Ingénierie : Davey Moire
- Direction musicale : Frank Zappa
- Conception pochette, photos, direction artistique : Gail Zappa